# Untere Mühle Bredenbeck
Die Untere Mühle ist ein Baudenkmal in der Gemeinde Wennigsen. Sie steht nördlich der Ortschaft Bredenbeck und wird dort umgangssprachlich als Alte Mühle bezeichnet. Gespeist wurde die mittels Wasserkraft betriebene Mühle aus dem Bach der Bredenbecker Beeke, einem Quellfluss der Ihme. Ihre Bezeichnung erhielt sie, da an der Beeke weiter südlich noch eine weitere, obere Mühle lag.
Die Mühle war Teil des umfangreichen Wirtschaftsbetriebes der in Bredenbeck ansässigen Freiherren Knigge. Heute dient die Mühle als Wohnhaus; das Gelände wird von einem Garten- und Landschaftsbaubetrieb genutzt sowie landwirtschaftlich mit einer Schafzucht.